# Alexander Koch (vívó)
Alexander Koch (Bonn, 1969. február 22. –) olimpiai és világbajnok német tőrvívó.